# Heinrich von Aschen
Heinrich von Aschen (* 13. November 1638 in Bremen; † 6. August 1711 in Bremen) war ein deutscher Politiker und Bürgermeister von Bremen.

## Biografie
Heinrich von Aschen war der Sohn des Ratsherrn Heinrich von Aschen (1582–1654) und Wommelia Hueneken (1605–1680).

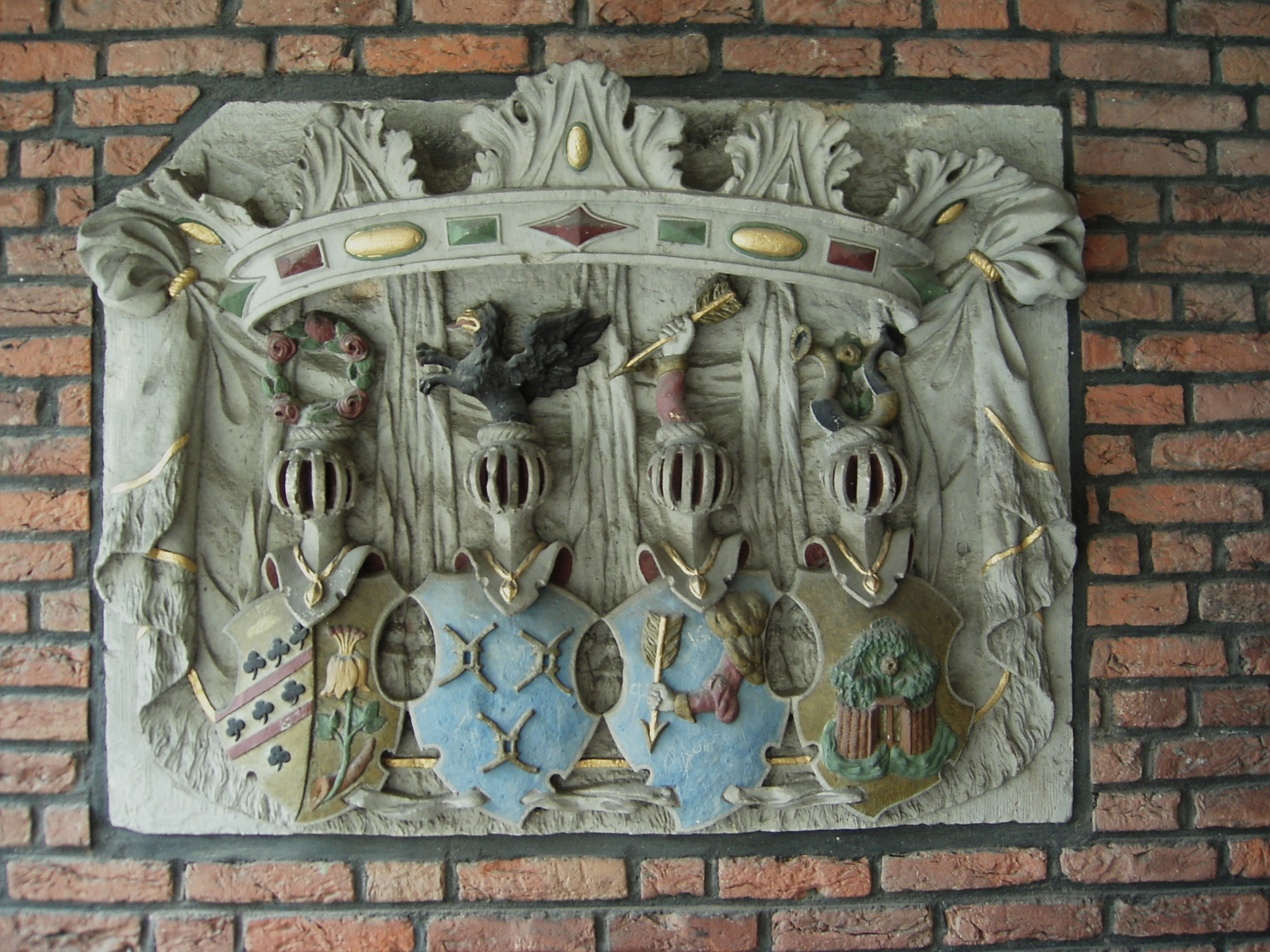
Wappenstein von 1700: Wappen der Bürgermeister Melchior Schweling, Friedrich Casimir Tilemann, Heinrich von Aschen und Hermann Doverhagen

Er war verheiratet mit Anna Holle (1649–1680); beide hatten acht Kinder, darunter der Jurist Gerhard Gottfried von Aschen. Das erhaltene Wappen von Aschen befindet sich an der damals neu gebauten dritten Michaeliskirche vor dem Doventor (St.-Michaelis-Kirche Bremen).
Er studierte Rechtswissenschaften und war als Jurist in Bremen tätig. 1667 ließ er sich an der Lesumbroker Landstraße Nr. 220 in Burglesum den erhaltenen Spiegelhof bauen, das vermutlich älteste Niedersachsenhaus in Bremen. 1680 wurde er Ratsherr in Bremen und 1693 zum Bürgermeister in Bremen gewählt (3. Linie). Sein Nachfolger wurde Johann Holler. Es regierten zu dieser Zeit gleichzeitig vier Bürgermeister der vier Linien aus den vier Kirchspielen: Liebfrauen, Ansgarii, Martini und Stephani.
In seiner Bürgermeisterzeit wurde 1694 die nicht erhaltene Bremer Börse an der Liebfrauenkirche fertiggestellt und es entstand 1698 das Armenhaus in der Großenstraße. Der Große Nordische Krieg (1700 bis 1721) beeinträchtigte auch den Handel in Bremen.